# Bossiaea dentata
Bossiaea dentata är en ärtväxtart som först beskrevs av Robert Brown, och fick sitt nu gällande namn av George Bentham. Bossiaea dentata ingår i släktet Bossiaea och familjen ärtväxter. Inga underarter finns listade i Catalogue of Life.